# Seznam poljskih podmornic druge svetovne vojne
Seznam vojaških podmornic, ki jih je uporabljala Poljska med drugo svetovno vojno.

## D
- ORP Dzik

## J
- ORP Jastrząb

## O
- ORP Orzeł

## R
- ORP Ryś

## S
- ORP Sokół
- ORP Sęp

## W
- ORP Wilk

## Z
- ORP Żbik